# 克萊武·貝茲
克萊武·貝茲（Clive Betts，1950年1月13日—）是一位英格蘭政治人物，他的黨籍是工黨。自2010年開始，他擔任東南雪菲爾選區選出的英國下議院議員。他出生在雪菲爾，在1969年加入工黨。